# Tylaphelenchus ipidicola
Tylaphelenchus ipidicola är en rundmaskart. Tylaphelenchus ipidicola ingår i släktet Tylaphelenchus och familjen Aphelenchidae. Inga underarter finns listade i Catalogue of Life.